# 香港影庫
香港影庫（英語：Hong Kong Movie DataBase，簡稱）是一個香港電影資料庫網站，記載香港電影及其從業員的資料。

## 历史
資料庫起初有超過6,000套電影之資料數據，經多年發展，已增加至18,000套電影及71,000位從業員資料，亦包括很多中國大陸及台灣的電影作品。

## 外部連結
- Hong Kong Movie DataBase （页面存档备份，存于）（英文）
- 「香港影庫」電影搜尋 （页面存档备份，存于）